# Huétor Santillán

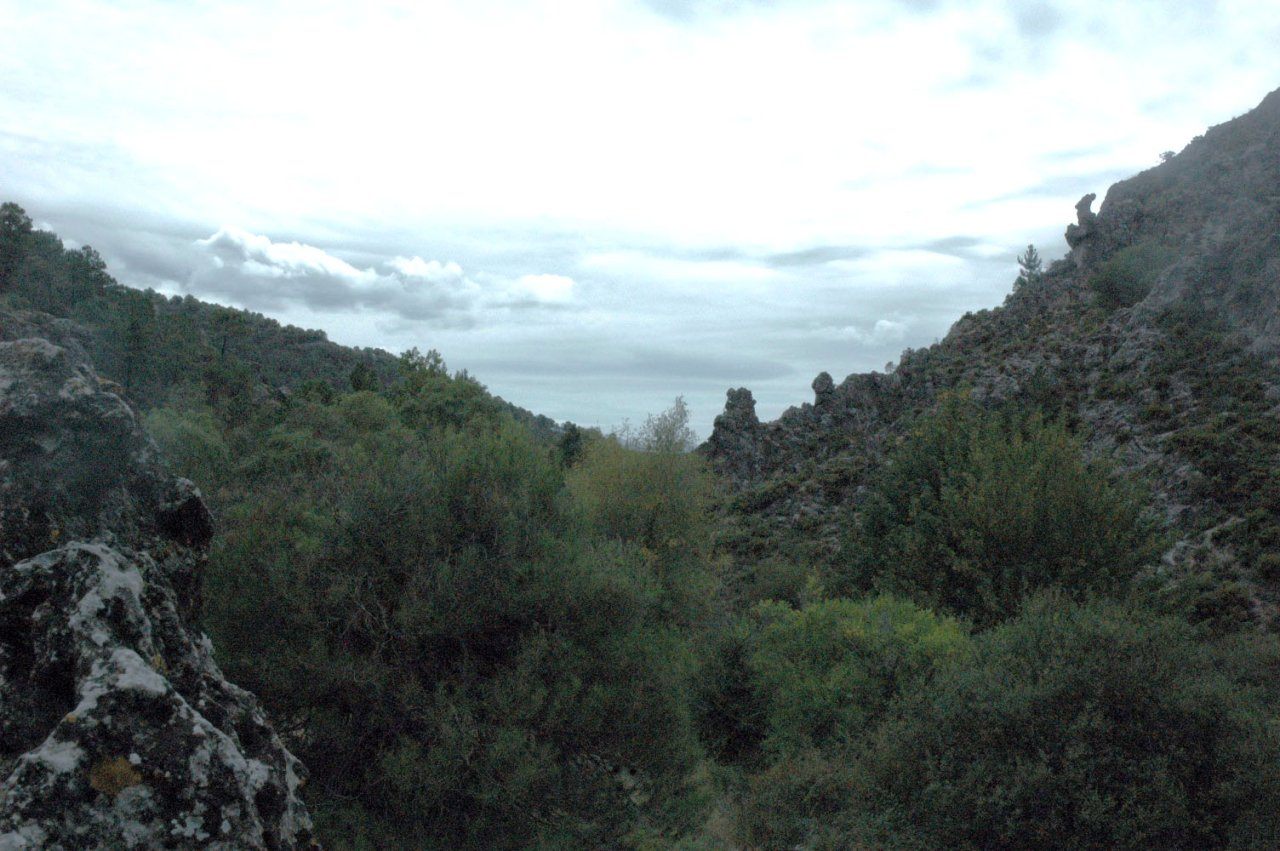
Serra de Huétor

Huétor Santillán és un municipi andalús situat al vessant de la serra del seu mateix nom (Serra de Huétor), en el límit nororiental de la Vega de Granada (província de Granada). Limita amb els municipis de Iznalloz, Diezma, Quéntar, Beas de Granada, Granada, Víznar, Alfacar, Nívar i Cogollos Vega. El riu Darro neix i transcorre pel seu terme municipal.